# Kapitalismus dohledu
Kapitalismus dohledu (z anglického Surveillance capitalism) je termín, který od roku 2014 používá psycholožka Shoshana Zuboffová. Definuje jej jako formu kapitalistického systému, který využívá sbírání osobních dat uživatelů za účelem získání informací o jejich chování a následné analýzy těchto informací pro vytvoření behaviorální predikce, která se pak využívá k nabývání zisku.  
Kvůli neustálým ekonomickým tlakům se kapitalismus stále víc zaměřuje na zvyšování sběru dat a jejich následnou analýzu. To může mít výrazné dopady na společnost a soukromí jejích členů, které je v současnosti velmi zranitelné. Naopak může společnosti a jejím členům přinést užitek v podobě společenské optimalizace (chytrá města) nebo vzniku nových a zlepšení stávajících služeb.   
Kapitalismus dohledu není jedinou mutací informačního kapitalismu a není ani jediným modelem pro budoucnost. Pro rychlost, se kterou dokáže hromadit kapitál, se však stal základním modelem informačního kapitalismu.

## Teorie kapitalismu dohledu
Shoshana Zuboffová v roce 2014 v eseji „A Digital Declaration: Big Data as Surveillance Capitalism" označila data získána za pomoci sledování jako „sledovací aktiva“ (surveillance assets). Ta na sebe následně přitahují významný kapitál a investice, označené jako „sledovací kapitál“ (surveillance capital). Na základě toho charakterizovala kapitalismus dohledu jako „radikálně extraktivní variantu informačního kapitalismu“.
Za průkopníka kapitalismu dohledu označila Google. Přirovnala jej k firmám Ford a General Motors, které ve 20. století zavedly ve větším měřítku masovou produkci a administrativu řízenou profesionálním managementem (managerial capitalism).
Tuto novou formu informačního kapitalismu kritizuje, neboť se snaží předpovídat a modifikovat lidské chování za účelem generovaní zisku a zajištění dominantního postavení na trhu.  Nedostatek regulace v tomto odvětví pak korporacím umožňuje svobodně rozhodovat, jaká data sbírat, jakým způsobem je sbírat a jak taková data pak následně použít.
S. Zuboffová dále upozorňuje, že takové praktiky sbírání dat už nejsou výsadou velkých internetových společností, ale jsou integrální součástí i nových internetových startupů.

## Problémy kapitalismu dohledu
Kapitalismus dohledu zasahuje hlavně do reklamní inzerce na webových stránkách nebo sociálních sítích. Společnosti poskytující reklamní místa potřebují uživatele na svých stránkách nebo aplikacích udržet co nejdéle. A k tomu využívají znalosti lidské psychologie. IT společnosti, které se specializují na sběr uživatelských dat, sbírají data o uživatelích a přiřazují je k určitým skupinám. Dokážou také účinně předvídat chování uživatele. Reklama se tak stává účinnější, pokud je zaměřena na lidi, kteří na ni s větší pravděpodobností zareagují.
Sbírání osobních dat stojí proti principům ochrany soukromí, neboť chybí kontrola nad transparentností sběru dat, typem dat a jejich dalším použitím nebo předáním dál.
IT společnosti, které data sbírají, je často využívají k předpovídání a manipulování chování uživatele, což vede v těchto firmách k nepřiměřenému zisku.
Náš současný ekonomický systém je zaměřený na nekonečný ekonomický růst. Proto může reklama získaná za pomoci osobních dat a cílená přímo na zákazníka uměle zvyšovat jeho uměle vytvořené potřeby a tím mít negativní dopad na udržitelnost vývoje.